# ExtraLarge
ExtraLarge (ook bekend als Detective ExtraLarge en in Duitsland bekend als Zwei Supertypen In Miami) is een Amerikaanse detective/misdaad filmserie uit 1991-1993. In de eerste serie zijn er twee bekende acteurs: Bud Spencer en Philip Michael Thomas van Miami Vice (ExtraLarge I). Na enig succes van ExtraLarge I kwam er Extralarge II, maar met een andere tweede acteur: Michael Winslow van Police Academy (ExtraLarge II).. Voor de rest is de tweede serie hetzelfde van opzet. De serie bestaat uit twee delen en beide delen bestaan uit zes films.
ExtraLarge lost samen met zijn 'hulpje' misdrijven op, waar regelmatig zijn vuisten aan te pas moeten komen.

## ExtraLarge I (1991)

### Verhaal
Voor ExtraLarge I:
Jack Costello stopt met zijn beroep als politieagent en wil een eigen bedrijf beginnen. Maar hij had nergens voldoende ruimte ervoor. Maar met hulp van Maria kan hij in haar appartement een detective bureau beginnen. Jack Costelle Detective Bureau 24 uur open was een feit.
tijdens ExtraLarge:
Er komt een cartoonist (John Philip Dumas) in Miami. Hij zocht inspiratie voor zijn nieuwe cartoon. Dumas vond zijn inspiratie bij Jack. Dus hij wilde een cartoon maken met Jack als hoofdpersoon. Jack zag het eerst niet zitten. Maar later ging hij akkoord. Dumas bedenkt de bijnaam 'ExtraLarge' voor de cartoon. Samen gingen ze misdaden oplossen als Detective ExtraLarge en Dumas. In de laatste film Miami Killer was de strip (cartoon) van Dumas klaar (bij de laatste minuten zie je de voorpagina ervan).

### Films
- Black and White (1991)
- Moving Target (1991)
- Black Magic (1991)
- Cannonball (1991)
- Miami Killer (1991)
- Jo-Jo (1991)

## ExtraLarge II (1992 - 1993)

### Verhaal
Voor ExtraLarge II
De oude vriend (Bob Baxter) van Jack overleed in een drugszaak.
Tijdens ExtraLarge II
Maria zei tegen Jack dat iemand op hem wachtte. Het was de zoon van Jacks oude vriend. Bob Baxter had een brief voor Jack als hij niet meer zou leven. Er staat of Jack zijn zoon Archibald wil helpen om een detective te worden. Maar Jack wilde hem een bijnaam geven: Dumas. Zelfde bijnaam als zijn oude partner. Voor Jack was dat makkelijker dan Archibald. Een nieuw begin van Detective bureau vol nieuwe misdaden.

### Films
- Lord of the Sun (1992)
- Gonzales' Revenge (1993)
- Ninja Shadow (1993)
- Diamonds (1993)
- Condor Mission (1993)
- Indians (1993)

## De Rollen
| Naam                        | Acteur                | Deed mee in   |
| --------------------------- | --------------------- | ------------- |
| Jack 'ExtraLarge' Costello  | Bud Spencer           | alle films    |
| John Philip Dumas (Dumas)   | Philip Michael Thomas | ExtraLarge I  |
| Archibald Baxter (Dumas II) | Michael Winslow       | ExtraLarge II |
| Inspecteur Sam              | Lou Bedford           | alle films    |
| Maria Martinez              | Vivian Ruiz           | alle films    |